# Bob Hoskins
Robert William "Bob" Hoskins Jr. (Bury St Edmunds, Suffolk, Anglaterra, Regne Unit, 26 d'octubre de 1942 − Londres, 29 d'abril de 2014) va ser un actor anglès, nominat als premis Oscar, conegut per interpretar gàngsters Cockney, i per la seva actuació en pel·lícules familiars com Qui ha enredat en Roger Rabbit? (1988) i Hook (1991). Va tenir dos fills amb la seva esposa Linda Banwell, i dos nens d'una unió anterior amb Jane Livesey.

## Biografia
Va començar la seva carrera fent actuacions de teatre a Londres a finals dels anys 1960. Les actuacions d'Hoskins en films britànics com El llarg Divendres Sant (1980) i Mona Llisa (1986) li van fer guanyar la més alta aprovació dels crítics i, en última instància, una nominació als Premis Oscar com a Millor Actor. També va protagonitzar papers còmics a Brazil de Terry Gilliam (1985), Super Mario Bros. (1993) i Mrs. Henderson presenta (2005) —per la qual va rebre una nominació al Globus d'Or (Millor Actor secundari). A finals dels anys 1980 i a principis dels 1990 va aparèixer en la publicitat d'empreses recentment privatitzades de British Gas and British Telecom (ara BT Group).
Va interpretar a Nikita Khrusxov en la pel·lícula Enemic a les portes (2001), on es retratava Khrusxov en els seus dies de comissari polític durant la batalla de Stalingrad.
Hoskins va fer un cameo com el manager d'una banda de rock a la pel·lícula de Pink Floyd, El mur (The Wall). Ha dirigit diverses pel·lícules. Va ser criticat per voler ser un reemplaçament d'última hora en la pel·lícula Els intocables d'Elliot Ness si Robert De Niro no s'hagués decidit a fer d'Al Capone. Quan De Niro va decidir que sí que formaria part, el director Brian De Palma li va enviar un xec a Hoskins per $200,000 USD amb una nota d'agraïment, que va incitar a Hoskins a cridar a De Palma i preguntar-li si hi havia més pel·lícules on no volgués que ell estigués.
Altres aparicions notables d'Hoskins inclouen haver interpretat al decadent detectiu Eddie Valiant a la pel·lícula clàssica d'animació/live action, Qui ha enredat en Roger Rabbit? (1988), o al costat de Cher a Sirenes (1990), el contramaestre Smee del Capità Garfiu a Hook (1991) i a l'oncle Bart, el violent "propietari" de Jet Li a Danny the dog. També ha realitzat diverses produccions televisives per a la BBC, incloent-hi "Diners caiguts del cel" de Dennis Potter, "Flickers", "David Copperfield" i "The Wind in the Willows".
Hoskins no era conscient al principi que Super Mario Bros. estava basat en el videojoc popular del mateix nom. El seu fill li va preguntar en quina pel·lícula estava treballant, i ho va reconèixer, mostrant-li a Hoskins el videojoc en la videoconsola de Nintendo.
Un dels seus darrers treballs va ser protagonitzar el vídeo musical Sheila de Jamie T, interpretant al pare de la promesa del titular.
Va morir el 29 d'abril de 2014 en un hospital de Londres, a causa d'una pneumònia.

## Filmografia
Filmografia:
| Any  | Títol                                                             | Paper                      | Notes |
| ---- | ----------------------------------------------------------------- | -------------------------- | --- |
| 1972 | Up the Front                                                      | Recruiting sergeant        | |
| 1973 | The National Health                                               | Foster                     | |
| 1975 | Royal Flash                                                       | Policia Constable          | |
| 1975 | Inserts                                                           | Big Mac                    | |
| 1979 | Alba zulú (Zulu Dawn)                                             | CSM Williams               | |
| 1980 | El llarg Divendres Sant (The Long Good Friday)                    | Harold Shand               | Nominació – BAFTA al millor actor |
| 1982 | El mur de Pink Floyd (Pink Floyd The Wall)                        | Mànager de banda           | |
| 1983 | El cònsol honorari (The Honorary Consul)                          | Coronel Perez              | Nominació – BAFTA al millor actor secundari |
| 1984 | Lassiter                                                          | Inspector John Becker      | |
| 1984 | Cotton Club (The Cotton Club)                                     | Owney Madden               | |
| 1985 | The Woman Who Married Clark Gable                                 | George                     | |
| 1985 | The Dunera Boys                                                   | Morrie Mendellsohn         | |
| 1985 | Brazil                                                            | Spoor                      | |
| 1986 | Sweet Liberty                                                     | Stanley Gould              | |
| 1986 | Mona Lisa                                                         | George                     | BAFTA al millor actor Premi a la interpretació masculina (Festival de Canes) Globus d'Or al millor actor dramàtic Nominació – Oscar al millor actor |
| 1987 | Rèquiem pels que han de morir (A Prayer for the Dying)            | Pare Michael Da Costa      | |
| 1987 | The Lonely Passion of Judith Hearne                               | James Madden               | |
| 1988 | Qui ha enredat en Roger Rabbit? (Who Framed Roger Rabbit)         | Eddie Valiant              | Nominació – Globus d'Or al millor actor musical o còmic                                                                                             |
| 1988 | The Raggedy Rawney                                                | Darky                      | També director |
| 1990 | Black Ghost                                                       | Jack Moony                 | |
| 1990 | Sirenes (Mermaids)                                                | Lou Landsky                | |
| 1991 | The Favour, the Watch and the Very Big Fish                       | Louis Aubinard             | |
| 1991 | La nit dels vidres trencats (Shattered)                           | Gus Klein                  | |
| 1991 | Hook                                                              | Smee                       | |
| 1991 | El cercle dels íntims (The Inner Circle)                          | Lavrenti Béria             | |
| 1992 | Passed Away                                                       | Johnny Scanlan             | |
| 1992 | Blue Ice                                                          | Sam Garcia                 | |
| 1993 | Super Mario Bros.                                                 | Mario Mario                | |
| 1993 | The Big Freeze                                                    | Sidney                     | |
| 1995 | Nixon                                                             | J. Edgar Hoover            | |
| 1995 | Balto                                                             | Boris                      | Veu |
| 1996 | Rainbow                                                           | Frank Bailey               | També director |
| 1996 | L'agent secret (The Secret Agent)                                 | Verloc                     | |
| 1996 | Michael                                                           | Vartan Malt                | |
| 1997 | Twenty Four Seven                                                 | Alan Darcy                 | |
| 1997 | Spice World                                                       | Ginger Spice's disfressada | |
| 1998 | Cousin Bette                                                      | Cesar Crevel               | |
| 1999 | Parting Shots                                                     | Gerd Layton                | |
| 1999 | Captain Jack                                                      | Jack Armistead             | |
| 1999 | Felicia's Journey                                                 | Hilditch                   | |
| 1999 | A Room for Romeo Brass                                            | Steven Laws                | |
| 1999 | The White River Kid                                               | Brother Edgar              | |
| 2000 | American Virgin                                                   | Joey                       | |
| 2001 | Enemic a les portes (Enemy at the Gates)                          | Nikita Khrusxov            | |
| 2001 | Last Orders                                                       | Ray "Raysie" Johnson       | |
| 2002 | Where Eskimos Live                                                | Sharkey                    | |
| 2002 | Va passar a Manhattan (Maid in Manhattan)                         | Lionel Bloch               | |
| 2003 | The Sleeping Dictionary                                           | Henry                      | |
| 2003 | A la gola del llop (Den of Lions)                                 | Darius Paskevic            | |
| 2004 | Vanity Fair                                                       | Sir Pitt Crawley           | |
| 2004 | Beyond the Sea                                                    | Charlie Maffia             | |
| 2005 | Unleashed                                                         | Bart                       | |
| 2005 | Son of the Mask                                                   | Odin                       | |
| 2005 | Mrs Henderson Presents                                            | Vivian Van Damm            | Nominació – Globus d'Or al millor actor secundari                                                                                                   |
| 2005 | Stay                                                              | Dr. Leon Patterson         | |
| 2006 | Paris, je t'aime                                                  | Bob Leander                | Segment: "Pigalle" |
| 2006 | The Wind in the Willows                                           | Badger                     | |
| 2006 | Garfield: A Tail of Two Kitties                                   | Winston                    | Veu |
| 2006 | Hollywoodland                                                     | Eddie Mannix               | |
| 2007 | Sparkle                                                           | Vince                      | |
| 2007 | Outlaw                                                            | Walter Lewis               | |
| 2007 | Ruby Blue                                                         | Jack                       | |
| 2007 | Go Go Tales                                                       | The Baron                  | |
| 2008 | Doomsday                                                          | Bill Nelson                | |
| 2008 | Pinotxo (Pinocchio)                                               | Geppetto                   | Minisèrie de televisió |
| 2009 | Conte de Nadal                                                    | Mr. Fezziwig / Old Joe     | |
| 2010 | Made in Dagenham                                                  | Albert                     | |
| 2011 | Outside Bet                                                       | Percy "Smudge" Smith       | |
| 2011 | Will                                                              | Davey                      | |
| 2012 | Blancaneu i la llegenda del caçador (Snow White and the Huntsman) | Muir                       | |